# Maidenhead United FC
Maidenhead United Football Club is een Engelse semi-professionele voetbalclub uit Maidenhead, Berkshire. De club werd opgericht in het jaar 1870 en komt uit in de National League.
In het seizoen 2016/17 won Maidenhead de hernoemde National League South en verdiende het voor het eerst in de clubgeschiedenis promotie naar de National League, direct onder de Football League.

## Geschiedenis
De club werd opgericht in oktober 1870 als Maidenhead Football Club en speelde op 18 december van datzelfde jaar hun eerste wedstrijd tegen Windsor Home Park. Twee maanden later verhuisde de ploeg naar York Road. Dit terrein, dat toendertijd werd gedeeld met de cricketclub, wordt nu officieel erkend als het oudste continu gebruikte voetbalveld ter wereld door dezelfde club. Maidenhead was een van de vijftien clubs die deelnamen aan de eerste editie van de FA Cup in 1871/72. Ze wonnen in de eerste ronde met 2-0 van Marlow, alvorens in de volgende ronde Crystal Palace te sterk bleek. Het volgende seizoen haalde Maidenhead de halve finale van het toernooi, waarin het werd uitgeschakeld door Oxford United. Nadien werd nog twee keer de kwartfinale gehaald, in 1873/74 en 1874/75. In 1891 fuseerden Maidenhead Temperance en Boyne Hill beiden tot de club. Maidenhead speelde lange tijd enkel beker- en vriendschappelijke wedstrijden, totdat ze zich in 1894 aansloten bij de nieuw opgerichte Southern Football League. Ze hadden echter moeite met het niveau van de tegenstanders en verlieten in 1902 de competitie om te gaan spelen in zowel de West Berkshire League en de Berks & Bucks League. Twee jaar later richtte Maidenhead samen met andere clubs de Great Western Suburban League op, waarin ze speelden tot de uitbraak van de Eerste Wereldoorlog.
Na de Eerste Wereldoorlog besloten de twee clubs uit Maidenhead (Maidenhead FC en Maidenhead Norfolkians) de krachten te bundelen door te fuseren. In het eerste seizoen na de fusie (1919/20) werd de club gelijk kampioen van de Great Western Suburban League. Aan het einde van het seizoen werd de clubnaam verander van Maidenhead naar Maidenhead United, zoals de club bekend staat. Maidenhead United speelde vervolgens negentien jaar lang in de Spartan League. Deze league wisten ze drie keer te winnen, in 1927, 1932 en 1934. Tijdens de tweede wereldoorlog kwam Maidenhead United uit in de Great Western Combination. Ze waren in het seizoen 1945/46 mede-oprichter van de Corinthian League en wonnen de competitie vervolgens in 1958, 1961 en 1962. Het was voor Maidenhead de eerste keer in de clubgeschiedenis dat ze twee achtereenvolgende seizoenen kampioen wisten te worden.
De ploeg uit Maidenhead zou voor lange tijd blijven spelen in verschillende regionale competities, zonder al te grote successen te boeken. Dit veranderde in het seizoen 2016/17, toen Maidenhead de hernoemde National League South won en voor het eerst in de clubgeschiedenis promotie naar de National League verdiende, direct onder de Football League. Acht seizoenen op rij bracht de ploeg door op het vijfde niveau, totdat het aan het einde van het seizoen 2024/25 in de degradatiezone eindigde en afzakte. 
Bath City ·
Chelmsford City ·
Chesham United ·
Chippenham Town ·
Dagenham & Redbridge · 
Dorking Wanderers ·
Dover Athletic ·
Ebbsfleet United · 
Eastbourne Borough ·
Enfield Town · 
Farnborough ·
Hampton & Richmond Borough ·
Hemel Hempstead Town ·
Hornchurch ·
Horsham  ·
Maidenhead United · 
Maidstone United ·
Salisbury ·
Slough Town ·
Tonbridge Angels ·
Torquay United ·
Totton ·
Weston-super-Mare ·
Worthing